# Olga Perl
Olga Ida Maria Perl (* 3. Juni 1891 in Wien; † 13. Dezember 1948 ebenda) war eine österreichische Landschaftsmalerin jüdischer Abstammung.

## Leben
Die Künstlerin war die dritte von sechs Töchtern des Mendel Emanuel Jellinek, des Abkömmlings einer mährischen Rabbinerfamilie, und der Theresia Unger. Olga wuchs in Wien-Währing auf, wo durch Zufall ihr Zeichentalent entdeckt wurde. Sie durfte unentgeltlich die private Malschule von David Kohn besuchen, wo sie ihre Ausbildung erfuhr.
Durch Vermittlung Kohns erhielt sie eine Anstellung als Kopistin bei der Kunstgalerie Welz, wo sie besonders während des Ersten Weltkriegs sehr gefragt war. Sie konnte sich eine Atelierwohnung in der Zenogasse 5 in Wien-Meidling nehmen, in der sie zeit ihres Lebens wohnte.
Nach dem Krieg lernte sie den Bildhauer Karl Perl kennen. Sie ließ sich am 24. April 1922 taufen und heiratete Perl am 7. Mai 1922 in der Währinger Pfarrkirche nach römisch-katholischem Ritus, ihre Tochter wurde 1924 geboren.
Olga Perl widmete sich nunmehr der Landschaftsmalerei, die sie bevorzugte, und lebte von gelegentlichen Zufallsaufträgen. Da sie oftmals die Kirche besuchte, wusste niemand um ihre jüdische Herkunft, sodass sie auch nach 1938 unbehelligt weiter in Wien leben konnte.
Sie starb 1948 57-jährig im Wiener Allgemeinen Krankenhaus an einer Schilddrüsen-Hypertrophie und wurde auf dem Südwest-Friedhof (Gruppe 58, Reihe 6, Nummer 7) beigesetzt. Auf ihrem Grab befand sich die Plastik Trauernde Muse ihres Gatten Karl Perl. 2007 wurde der Olga-Perl-Weg in Wien-Meidling nach ihr benannt.